# 캔버라 텔로피아 파크 스쿨

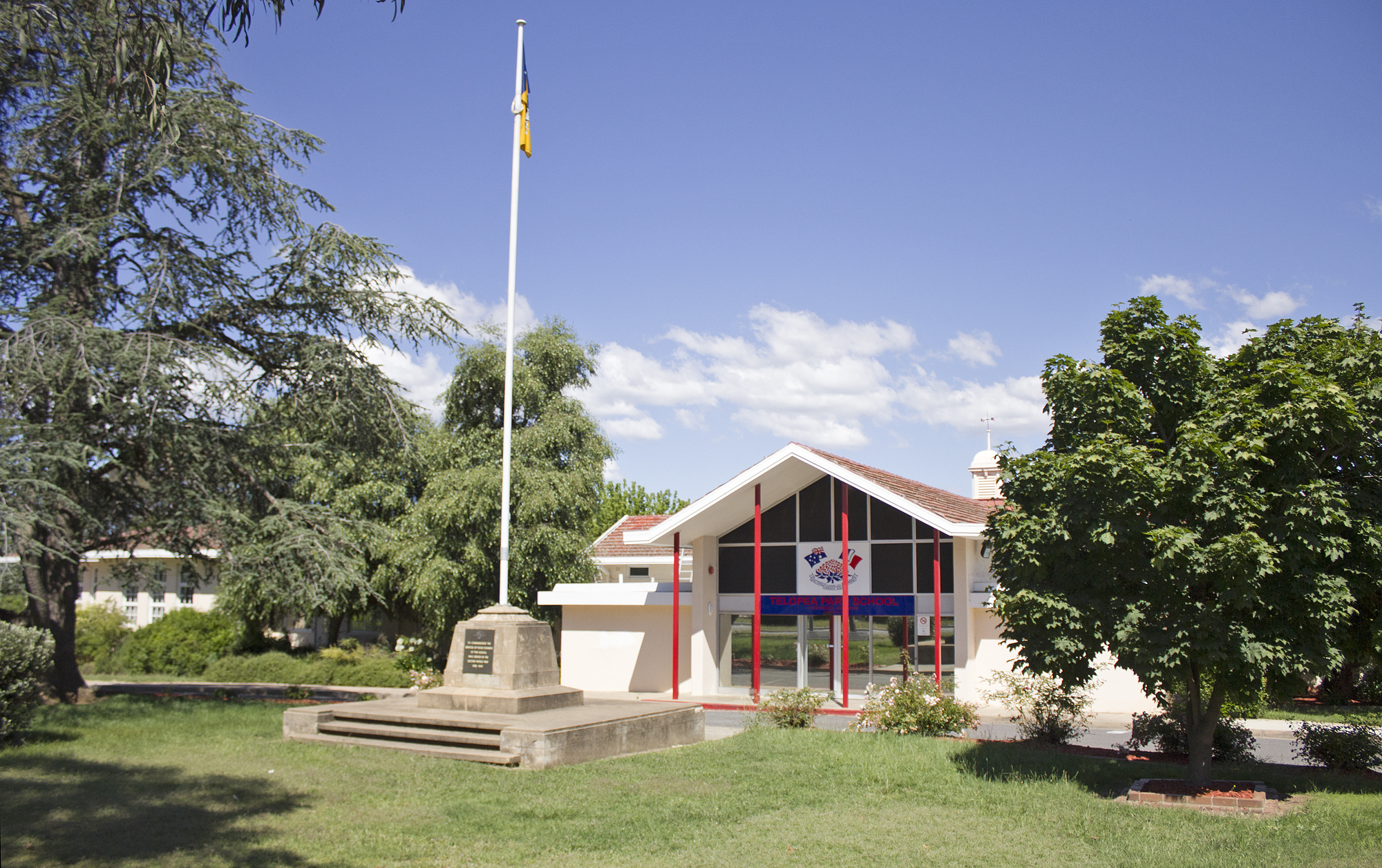

캔버라 텔로피아 파크 스쿨(Canberra Telopea Park School)은 오스트레일리아 캔버라의 공립 12년제 초중고등학교이다. 1923년 첫 개교되었다.